# Österreichischer Fußball-Cup 1917/18
Der Vorgänger des Cup des Österreichischen Fußball-Bundes, der Niederösterreichische Cup, wurde in der Saison 1917/18 vom Niederösterreichischen Fußballverband (NFV) als inoffizieller Bewerb ausgetragen, da die Teilnahme nicht verpflichtend war. Damit wurde zum ersten Mal seit 1915 wieder ein Pokalbewerb ausgeschrieben, die Teilnahme war jedoch auch diesmal nicht verpflichtend. Es fehlten mit dem SK Rapid Wien und dem Wiener AF sehr prominente Teams der damaligen Zeit.
Das Finale sollte ursprünglich am 30. Juni 1918 stattfinden, die Finalisten, Floridsdorfer AC und der Wiener Amateur SV sagten das Spiel jedoch wegen Schlechtwetters ab, obwohl der Schiedsrichter Linnich den Sportplatz für bespielbar erklärte. Daraufhin wurden beide Mannschaften wegen Nichtantretens zu einem Verbandsspiel aus dem Bewerb ausgeschlossen und der Pokal nicht vergeben. Die beiden Finalisten einigten sich auf ein Spiel um einen selbst gespendeten Pokal, das am 7. Juli 1918 ausgetragen wurde.

## Teilnehmende Mannschaften
Folgende Mannschaften nahmen ab der 2. Qualifikationsrunde teil:
| Erste Klasse 8 Vereine der Saison 1916/17 | Zweite Klasse 8 Vereine der Saison 1916/17 | 3. Klasse 6 Vereine                                                                                 | Niederösterreich 1 Verein |
| --- | --- | --------------------------------------------------------------------------------------------------- | ------------------------- |
| SK Rapid Wien Floridsdorfer AC SpC Rudolfshügel Wiener AF SC Wacker Wien Wiener AC Wiener Sport-Club Wiener Amateur-SV 1. Simmeringer SC ASV Hertha Wien | SC Donaustadt SC Hakoah Wien First Vienna FC 1894 Admira Wien SK Slovan Wien Rot Stern Wien Ottakringer SC Nußdorfer AC Jedlersdorfer SC FC Sturm 07 | Akademia Wien Eintracht Wien Neulerchenfelder FK Nordstern Wien SC Wacker X Wiener Sportvereinigung | Germania Schwechat        |

## Turnierverlauf

### Qualifikation
In der Qualifikation zum Cup spielten die Mannschaften aus der zweiten und dritten Liga gegeneinander. Die Mannschaft von Germania Schwechat hatte ein Freilos.

#### 1. Runde
Leider keine nähere Informationen vorhanden.

#### 2. Runde
| Datum                   |                              | Ergebnis        |                       |
| ----------------------- | ---------------------------- | --------------- | --------------------- |
| 14.04.1918 um 14:30 Uhr | Akademia Wien (3.)           | 2:5 n. V. (2:2) | FC Sturm 07 (2.)      |
|                         | SC Hakoah Wien (2.)          | 1               | Rot Stern Wien (2.)   |
| 14.04.1918 um 14:30 Uhr | Neulerchenfelder FK (3.)     | 6:0 (4:0)       | Jedlersdorfer SC (2.) |
| 14.04.1918 um 16:30 Uhr | Nußdorfer AC (2)             | 9:2 (5:1)       | Nordstern Wien (3.)   |
| 14.04.1918 um 16:30 Uhr | First Vienna FC 1894 (2.)    | 8:0 (3:0)       | Eintracht Wien (3.)   |
|                         | Wacker X (3.)                | 2               | Ottakringer SC (2.)   |
| 14.04.1918 um 16:00 Uhr | Wiener Sportvereinigung (3.) | 1:7             | SC Donaustadt (2.)    |
|                         | Germania Schwechat (NÖ)      |                 | Freilos               |

### Achtelfinale
| Datum                   |                          | Ergebnis             |                           |
| ----------------------- | ------------------------ | -------------------- | ------------------------- |
| 28.04.1918 um 16:00 Uhr | 1. Simmeringer SC (1.)   | 1:6 (0:3)            | Floridsdorfer AC (1.)     |
| 28.04.1918 um 16:00 Uhr | SC Wacker Wien (1.)      | 3:2 n. V. (2:2, 1:0) | Germania Schwechat (NÖ)   |
| 28.04.1918 um 16:00 Uhr | Wiener Amateur SV (1.)   | 4:3 n. V. (2:2, 0:1) | ASV Hertha Wien (1.)      |
| 28.04.1918 um 16:00 Uhr | Neulerchenfelder FK (3.) | 1:7 (0:4)            | SpC Rudolfshügel (1.)     |
| 28.04.1918 um 14:30 Uhr | Wiener AC (1.)           | 8:1 (2:1)            | Ottakringer SC (2.)       |
| 28.04.1918 um 16:00 Uhr | Wiener Sport-Club (1.)   | 2:0 (0:0)            | Nußdorfer AC (2.)         |
| 28.04.1918 um 16:00 Uhr | SC Hakoah Wien (2.)      | 2:3 (2:0)            | First Vienna FC 1894 (2.) |
| 28.04.1918 um 16:30 Uhr | SC Donaustadt (2.)       | 2:0                  | FC Sturm 07 (2.)          |

### Viertelfinale
| Datum                   |                       | Ergebnis             |                           |
| ----------------------- | --------------------- | -------------------- | ------------------------- |
| 26.05.1918 um 16:00 Uhr | SpC Rudolfshügel (1.) | 2:3 (1:3)            | Floridsdorfer AC (1.)     |
| 26.05.1918 um 16:00 Uhr | Wiener AC 1 (1.)      | 2:1 n. V. (1:1, 1:1) | Wiener Amateur SV (1.)    |
| 26.05.1918 um 16:00 Uhr | SC Donaustadt (1.)    | 3:0 (2:0)            | Wiener Sport-Club (2.)    |
| 26.05.1918 um 16:00 Uhr | SC Wacker Wien (1.)   | 3:2 (1:1)            | First Vienna FC 1894 (2.) |

### Halbfinale
| Datum                   |                        | Ergebnis  |                     |
| ----------------------- | ---------------------- | --------- | ------------------- |
| 16.06.1918 um 16:30 Uhr | Floridsdorfer AC (1.)  | 2:1 (0:0) | SC Donaustadt (1.)  |
| 16.06.1918 um 16:00 Uhr | Wiener Amateur SV (1.) | 3:2 (2:1) | SC Wacker Wien (1.) |

### Finale
Das Finalspiel wurde am 7. Juli 1918 auf dem Sport-Club-Platz in Hernals ausgetragen. Das Spiel hätte bereits eine Woche zuvor stattfinden sollen, beide Mannschaften einigten sich, jedoch ohne die Zustimmung des Verbandes einzuholen, darauf das Match aufgrund des starken Regens zu verschieben. Der Österreichische Fußballverband schloss dadurch bereits im Vorfeld die Anerkennung des Spiels als Pokalfinalspiel aus und verweigerte dem Sieger auch die Übergabe des Pokals. Die Begegnung wurde daher als reines Freundschaftsspiel ausgetragen und als inoffizielles Finale geführt. Interessant ist dabei, dass der Floridsdorfer AC damit alle, heute als inoffiziell betrachten Finalspiele des Wiener Pokals für sich entschied, jedoch niemals den offiziellen Pokal gewinnen konnte.
| Datum                   |                       | Ergebnis |                        |
| ----------------------- | --------------------- | -------- | ---------------------- |
| 30.06.1918              | Floridsdorfer AC (1.) | abgesagt | Wiener Amateur SV (1.) |
| 07.07.1918 um 16:30 Uhr | Floridsdorfer AC (1.) | 4:3      | Wiener Amateur SV (1.) |

| Legende: | 1. = 1. Wiener Klasse (1. Leistungsstufe) – 2. = Zweite Klasse (2. Leistungsstufe) – 3. = 3. Klasse (3. Leistungsstufe) – NÖ = Niederösterreichischer Verein n. V. = nach Verlängerung | 1. = 1. Wiener Klasse (1. Leistungsstufe) – 2. = Zweite Klasse (2. Leistungsstufe) – 3. = 3. Klasse (3. Leistungsstufe) – NÖ = Niederösterreichischer Verein n. V. = nach Verlängerung | 1. = 1. Wiener Klasse (1. Leistungsstufe) – 2. = Zweite Klasse (2. Leistungsstufe) – 3. = 3. Klasse (3. Leistungsstufe) – NÖ = Niederösterreichischer Verein n. V. = nach Verlängerung | 1. = 1. Wiener Klasse (1. Leistungsstufe) – 2. = Zweite Klasse (2. Leistungsstufe) – 3. = 3. Klasse (3. Leistungsstufe) – NÖ = Niederösterreichischer Verein n. V. = nach Verlängerung | 1. = 1. Wiener Klasse (1. Leistungsstufe) – 2. = Zweite Klasse (2. Leistungsstufe) – 3. = 3. Klasse (3. Leistungsstufe) – NÖ = Niederösterreichischer Verein n. V. = nach Verlängerung | 1. = 1. Wiener Klasse (1. Leistungsstufe) – 2. = Zweite Klasse (2. Leistungsstufe) – 3. = 3. Klasse (3. Leistungsstufe) – NÖ = Niederösterreichischer Verein n. V. = nach Verlängerung | 1. = 1. Wiener Klasse (1. Leistungsstufe) – 2. = Zweite Klasse (2. Leistungsstufe) – 3. = 3. Klasse (3. Leistungsstufe) – NÖ = Niederösterreichischer Verein n. V. = nach Verlängerung |